# Ângulo côncavo

Um ângulo côncavo

"Um ângulo côncavo é um tipo de ângulo cuja medida é superior a 180 graus e inferior a 360 graus", ou seja, é um ângulo aberto para dentro, formando uma "cavidade" ou concavidade em seu interior, resumindo, se a parte interna do ângulo "X" estiver voltada para dentro, diferente dos ângulos convexos que possuem a parte interna voltada para fora, este ângulo "X" é côncavo. 
Em outras palavras, um ângulo é côncavo se uma reta que o atravessa intercepta o lado oposto a ele. Este tipo de ângulo é comumente encontrado em figuras geométricas como polígonos irregulares ou em formas complexas ou irregulares.

## Ângulo côncavo em um polígono
Caso um polígono possua um ângulo côncavo ele é denominado polígono côncavo, do contrário ele é denominado polígono convexo.